# 라지샤히구

라지샤히구의 위치

라지샤히구(벵골어: রাজশাহী জেলা)는 방글라데시 중서부에 위치한 구로 행정 구역상으로는 라지샤히주에 속한다. 구청 소재지는 라지샤히주의 주도이기도 한 라지샤히이며 면적은 2,407.01km2, 인구는 2,286,874명(2011년 기준)이다.
11개 시를 관할한다. 북쪽으로는 나오가온구, 동쪽으로는 나토르구, 남쪽으로는 쿠슈티아구, 파드마강, 서쪽으로는 차파이나바브간지구와 접한다. 전체 주민 가운데 89.7%는 무슬림(이슬람교도)이고 8.8%는 힌두교도, 1.5%는 기독교도, 불교도 등이다.

## 인구
| 연도     | 인구      | ±% p.a. |
| -------- | --------- | ------- |
| 1981     | 1,540,085 | —       |
| 1991     | 1,887,015 | +2.05%  |
| 2001     | 2,286,874 | +1.94%  |
| 2011     | 2,595,197 | +1.27%  |
| 2022     | 2,909,622 | +1.05%  |
| Sources: |           |         |

## 같이 보기
- 방글라데시의 구
- 파리드푸르구
- 라지바리구

1. ↑  《Population and Housing Census 2022: Preliminary Report》. Bangladesh Bureau of Statistics. August 2022. viii, 28, 30, 39, 44, 46쪽. ISBN 978-984-35-2977-0.
2. ↑  “Bangladesh Population and Housing Census 2011 Zila Report – Rajshahi” (PDF). 《Bangladesh Bureau of Statistics》.